# Sudáfrica en los Juegos Olímpicos de Pekín 2008
Sudáfrica estuvo representada en los Juegos Olímpicos de Pekín 2008 por un total de 134 deportistas que compitieron en 20 deportes.  
La portadora de la bandera en la ceremonia de apertura fue la nadadora Natalie du Toit.

## Medallistas
El equipo olímpico sudafricano obtuvo las siguientes medallas:
| Nombre         | Deporte   | Competición         |
| -------------- | --------- | ------------------- |
| Oro            |           |                     |
| —              |           |                     |
| Plata          |           |                     |
| Khotso Mokoena | Atletismo | Salto de longitud M |
| Bronce         |           |                     |
| —              |           |                     |